# 2010 FIFA World Cup (videoigra)
2010 FIFA World Cup South Africa sedma je videoigra u FIFA World Cup serijalu i službena igra Svjetskog nogometnog prvenstva 2010. održanog u Južnoafričkoj Republici. Izdavač je EA Sports, dok je igru za PS3, Xbox 360 i iOS proizvela EA Canada, a za Wii i PSP konzole proizvođač je HB Studios.
Demo je izašao 8. travnja 2010. za Xbox 360 i PlayStation 3. Igra je u međunarodnu prodaju puštena 30. travnja 2010., dok je u SAD-u puštena tri dana ranije. Proizvedena je za platforme PlayStation 3, Xbox 360, Wii, PlayStation Portable i iOS.
U igri je dostupno 199 od 204 ekipa koje su pristupile kvalifikacijama. Također je dostupno svih 10 službenih stadiona Svjetskog prvenstva.

## Mogućnosti
Igrač može igrati prijateljske ili utakmice Svjetskog prvenstva protiv računala, ili protiv drugog igrača, preko online servisa PlayStation Network ili Xbox Live. EA je najavio da će igra biti malo razvijenija od FIFA-e 10, poput veće šanse za umor igrača na višim nadmorskim visinama, a domaće momčadi na većim visinama kod kuće se manje umaraju za razliku od gostiju. EA je najavio mogućnost ozljede igrača bez igranja utakmica za reprezentaciju.
Electronic Art je najavio da će vratiti opciju "Captain Your Country" ("budi kapetan svoje reprezentacije"), i da će dizajneri FIFA-e 10 postaviti Virtual Pro mogućnosti zbog toga. Poboljšana su izvođenja jedanaesteraca, s uvođenjem boljih refleksa i instinkta igrača. Jednako kao u igri 2006 FIFA World Cup, nalazi se opcija "scenario", s 55 igraćih scenarija s prijašnjih utakmica Svjetskih nogometnih prvenstava.

## Momčadi i stadioni
Reprezentacije dostupne u igri, Electronic Arts je najavio 17. veljače 2010. Igra sadrži 199 od 204 reprezentacija iz pravih kvalifikacija za SP. Electronic Arts je izjavio da su u igri sve reprezentacije koje im je dopustila FIFA, s izuzetkom ostalih kojih nema zbog "mnogih razloga". Pet ekipa koje su bile u kvalifikacijama, a nema ih u videoigri su afričke reprezentacije Srednjoafričke Republike, Eritreje i Svetog Toma i Principa, te azijske reprezentacije Butana i Guama. Svih pet momčadi je otakazalo nastup u kvalifikacijskim skupinama prije nego što su počele. Od ostalih momčadi svijeta, igra ne sadrži reprezentacije Bruneja, Laosa, Papue Nove Gvineje i Filipina koje nisu ni pristupile kvalifikacijama.
Igra se sastoji od svih deset stadiona korištenih na Svjetskom prvenstvu, kao i izmišljene stadione korištene za opciju kvalifikacija.

## Vanjske poveznice
- Službena stranica